# Emma Haché
Emma Haché est une dramaturge et metteuse en scène canadienne. Elle est née le 25 novembre 1979  à Lamèque au Nouveau-Brunswick et est d'ascendance acadienne.

## Biographie

### Enfance et formation
Emma Haché est la fille de Jean Jules Joseph Haché (né en 1949) et de Zénobie Robichaud. Elle fait ses études en art dramatique à l'Université de Moncton puis quitte l'Acadie pour aller s'installer à Montréal. Elle y poursuit sa formation auprès de l'École de mime corporel et de la compagnie Omnibus. Elle acquiert ensuite une formation en écriture dramatique au Centre de création scénique de Montréal.

### Profession
Au cours de sa carrière, Emma Haché collabore avec de nombreuses compagnies et théâtres à travers le Canada francophone. Parmi ses collaborateurs figure le Théâtre l'Escaouette, le Théâtre populaire d'Acadie, le Théâtre de la Dame de Coeur, le Théâtre des Amis de Chiffons, le Trunk Collectif, le Théâtre de la Petite Marée et le Centre national des Arts.
En février 2011, elle agit pour la première fois à titre de metteuse en scène pour la pièce Wolfe (co-production du Théâtre l'Escaouette et du Centre National des Arts),. « Cette pièce fictionnalise la résistance bien réelle de Jackie Vautour à la création du parc national Kouchibouguac dans les années 1960 au Nouveau-Brunswick. Portant en partie sur la souvenance du passé, la pièce réactualise les questions d'identité et de résistance pour un public contemporain. »
Dans ses pièces, elle privilégie une approche interdisciplinaire de par la rencontre du mime, du théâtre de marionnettes et de la danse. Elle y aborde plusieurs thèmes, notamment tirés de faits vécus ou historiques. Les pièces « Lave tes mains et Murmures sont basées sur un fait historique, l'épidémie de lèpre qui a sévi dans la région de Tracadie au Nouveau-Brunswick au XIXe siècle »
Emma Haché est membre du Centre des Auteurs Dramatiques (CEAD).

## Formation
- 1997-1999 : Université de Moncton, art dramatique
- 2001-2002 : Théâtre de la Dame de Cœur, manipulation de marionnettes géantes
- 2002 : École nationale de théâtre du Canada, stage en écriture dramatique
- 1996-2006 : École de mime corporel de Montréal
- 2000-2004 : Centre de création scénique, écriture dramatique, mise en scène, jeu
- 2004 : Résidence d’écriture internationale du CEAD
- 2008-2010 : Auteure associée au Centre national des Arts à Ottawa, sous la direction de Wajdi Mouawad
- 2012-2013 : Artiste en résidence, Théâtre populaire d’Acadie[6]

## Théâtre
Autrice
- 2016 : Exercice de l'oubli
- 2010 : L'éclaireur, Théâtre Les Amis de chiffons
- 2009 : Trafiquée, mise en scène de Marie-Ève Chabot-Lortie (2017). Les Gorgones. Théâtre Premier acte[7]
- 2009 : Tempête (EH)
- 2006 : Azur (Jeune public)
- 2004, 2005, 2006 : Les Défricheurs d'eau. Direction artistique de Richard Blackburn, Théâtre de la Dame de Coeur. Village historique acadien[8],[9]
- 2005 : Murmure. Théâtre populaire d'Acadie, Festival Zones Théâtrâles[10]
- 2005 : La Chambre des rêves, Théâtre de la Dame de Coeur
- 2003 : La Vieille Fille à marier, Théâtre de la cuisine (Î.P.É)
- 2002 : Lave tes mains
- 2002 : L'intimité

Mise en scène
- 2011 : Wolfe. Théâtre l'Escaouette, Moncton / Carrefour International de théâtre, Québec.

## Publications
- 2021 : Johnny, Lansman Éditeur, texte théâtral, 48 pages[11]
- 2016 : Exercice de l'oubli. Lansman Éditeur, texte théâtral, 45 pages[12],[13]
- 2010 : Trafiquée. Lansman Éditeur, texte théâtral, collection Théâtre à vif, 50 pages
- 2007 : Azur, Théâtre, Lansman Éditeur, texte théâtral, collection jeunesse Lansman, 48 pages
- 2003 : L'Intimité. Lansman Éditeur, texte théâtral, collection Nocturnes théâtre, 48 pages[14]

## Prix et distinctions
- 2021 : Finaliste pour le Prix du Gouverneur général dans la catégorie théâtre français pour Johnny[15],[11]
- 2017 : Finaliste pour le Prix du Gouverneur général dans la catégorie théâtre français pour Exercice de l'oubli[16]
- 2011 : Récipiendaire du Prix littéraire Antonine-Maillet - Acadie-Vie pour Trafiquée[17]
- 2004 : Récipiendaire du Prix Bernard-Cyr de la Fondation pour l'avancement du théâtre francophone au Canada
- 2004 : Récipiendaire du Prix Éloize dans les catégories Artiste de l'année en littérature et Découverte de l'année
- 2004 : Récipiendaire du Prix du Gouverneur général : théâtre de langue française pour L'Intimité[18]
- 2003 : Récipiendaire de la Bourse Louise-Lahaye pour la pièce L'intimité
- 2003 : Récipiendaire de la Prime à la création du fond Gratien-Gélinas pour L'Intimité[19]
- 2002 : Gagnante du Prix littéraire Antonine-Maillet - Acadie-Vie, volet jeunesse pour la pièce Lave tes mains[20]